# Ardit Gjebrea
Ardit Gjebrea (Nació el 7 de julio de 1963), es un cantante albanés, Compositor, productor y presentador.

## Carrera como cantante/compositor
Nació en Tirana, Albania, comenzó a cantar de niño, a la edad de cinco años. El continuo cantando en el Children's Festivals (Albania), y es conocido por canciones como "I ëmbël zëri i gjyshës", "Kur kendoj per ty moj nënë" y "Balladë për pionierin dëshmor".
El 17 de diciembre de 1991, hizo un progreso en su carrera, cuando ganó el Festivali i Këngës de la RTSH con la canción "Jon". En 1995, el ganó el mismo festival con su canción "Eja".
Ardit publicó 3 álbumes en su carrera, empezó con su homónimo 'Ardit Gjebrea' en 1992. En 1997 lanzó "Projekt Jon",  el álbum más vendido en Albania. "Projekt Jon" mostró la extrema creatividad de Gjebrea, quien fusionó influencias de música tradicional de Albania, sonidos e instrumentación Balcánica y Mediterránea,  y la innovación de las tendencias recientes de la música internacional. En el 2004 lanzó "Ja ku jam", un álbum en su mayoría cubierto de traducciones musicales del interior de Gjebrea, estados de ánimo sentimental y melancólico, y éxitos de rock y pop.
SI bien no existen datos oficiales, Ardit Gjebrea es supuestamente el cantante con más ventas en Albania. Como cantautor tuvo alrededor de más de 250 conciertos en Albania, así como actuaciones memorables en EE.UU., Canadá, Alemania, Reino Unido, Grecia, Rumania, Turquía, Italia, Bélgica y China.

### Carrera como presentador y productor
Durante su carrera, ha presentado y producido varios programas de televisión incluyendo el famoso Telebingo, varias ediciones anuales del Miss & Mister  Albania, Dua me shume Shqiperine, Rokoloko, Krishtlindje ne Tirane etc. En 1996 fue presentador del Concurso de Miss Europa, celebrada ese año en Albania. En el 2007 Gjebrea presentó la 19 ª edición de la "Miss Modelo del Mundo" concurso celebrado en China.

### Kenga Magjike
Todos los años, en un proceso que comienza en junio y termina en noviembre, Ardit Gjebrea, a través de su productora JonMusic y en colaboración con la Televisión KLAN produce y realiza Kenga magjike, un festival de la música contemporánea de artistas de Albania, Kosovo, Macedonia y Montenegro . La primera edición de Kenga Magjike se llevó a cabo en 1999, y la última edición tuvo lugar en noviembre de 2012. Kenga Magjike se transmite en vivo en Albania por TV Klan, Noticias Ora y STV, en Kosovo por RTV21, en Macedonia por Alsat y a los Balcanes por la red Balcánica de Bulgaria Music Television.